# 창릉초등학교
창릉초등학교(昌陵初等學校)는 대한민국 경기도 고양시 덕양구에 있는 공립 초등학교이다.

## 연혁
- 2019년 3월 1일 : 개교